# Detroit Rock City (canción)
«Detroit Rock City» es una canción de la banda Kiss, de 1976. Fue lanzado como el tercer sencillo del álbum Destroyer, del cual es la primera pista. Los autores de la canción son Paul Stanley y Bob Ezrin. Si bien la canción casi no apareció en las listas de popularidad de Estados Unidos, fue muy avalada por los fanes de la banda, y ha sido interpretada en todos sus conciertos desde el tour de Destroyer. Algunas veces, ha sido utilizada para abrir sus presentaciones. La letra habla sobre un fanático que iba a un concierto de Kiss, pero falleció en un accidente antes de llegar al show de la banda. Fue nombrada la sexta mejor canción de heavy metal de la historia por la cadena de televisión VH1.